# Protoneura sanguinipes
Protoneura sanguinipes – gatunek ważki z rodziny łątkowatych (Coenagrionidae). Endemit wyspy Haiti, stwierdzony jedynie w Dominikanie.